# Chissey-lès-Mâcon
Chissey-lès-Mâcon település Franciaországban, Saône-et-Loire megyében. Lakosainak száma 230 fő (2022. január 1.). Chissey-lès-Mâcon Chapaize, Bissy-la-Mâconnaise, Blanot, Bray, Cormatin, Cruzille és Martailly-lès-Brancion községekkel határos.

## Népesség
A település népességének változása:
| Lakosok száma | 245  | 239  | 247  | 237  | 233  | 229  | 229  | 227  | 230  |
|               | 2013 | 2015 | 2016 | 2017 | 2018 | 2019 | 2020 | 2021 | 2022 |